# Woogee
Woogee est une série de bande dessinée franco-belge créée par Benn, éditée en album entre 1992 et 1998 chez Dargaud. La série est terminée.

## Description
Starlettes et mafieux dans le Hollywood des années '30.

### Synopsis
Un jeune orphelin débrouillard va accomplir un périple pour quitter la misère des quartiers pauvres de New York et ainsi accomplir son rêve de rejoindre Hollywood qui vit son âge d'or. À Hollywood dans les années 1930, Woogee est heureux sous le soleil à la Paramount Pictures aux côtés de Dorothy Basquette qui se prend pour une vedette de mauvaise humeur. Interrompu par l’inspecteur bourru Cornelius Knickeboker, ils tentent de reprendre l’affaire des « 300 dollars dérobés parmi les 23 000 dollars de la firme Hugh O'Neill »… Un rapt dans le parc du Yosemite en Californie lui apprend que la vie ce n'est pas du cinéma.

### Personnages
Woogee, alias « gamin »Orphelin rouquin coiffé à la Gavroche, il a dix-sept ans.
Dorothy BasquetteLa Star.
Cornelius KnickebokerL’inspecteur le plus vu à New York.
Sam de la MotteLe père adoptif de Woogee, scénariste.
Darlène BowerLa starlette, amie de Woogee

## Analyse

### Graphisme
Style semi-réaliste, style "gros nez" cher à l'École de Marcinelle

## Postérité

### Critiques
"Un graphisme élégant, des décors soignés aux petits oignons et une histoire truffée d'action, de suspense et de passion. En résumé, de la belle ouvrage.

## Publications

### Albums
- 1 Un monde truqué, Dargaud, septembre 1992
Scénario et dessin : Benn -  (ISBN 2-205-04052-9)
- 2 La Cité des anges, act 1, Dargaud, avril 1994
Scénario et dessin : Benn -  (ISBN 2-205-04179-7)
- 3 La Cité des anges, act 2, Dargaud, janvier 1996
Scénario et dessin : Benn -  (ISBN 2-205-04311-0)
- 4 Le Samaritain de Yosemite, Dargaud, janvier 1998
Scénario et dessin : Benn -  (ISBN 2-205-04509-1)

### Intégrale
- Woogee, l’intégrale, Dargaud, décembre 2003
Scénario et dessin : Benn -  (ISBN 2-87129-553-0)